# (6130) Hutton
(6130) Hutton est un astéroïde de la ceinture principale aréocroiseur.

## Description
(6130) Hutton est un astéroïde aréocroiseur. Il présente une orbite caractérisée par un demi-grand axe de 2,97 UA, une excentricité de 0,54 et une inclinaison de 23,7° par rapport à l'écliptique.

## Compléments